# Honolulu Symphony Orchestra
Het Honoluly Symphony Orchestra was een Amerikaans symfonieorkest.
Het orkest werd rond 1900 opgericht met als centrale basis Honolulu. Het was daarmee een van de oudste orkesten van de Verenigde Staten, zeker ten westen van de Rocky Mountains. Het speelde in een gebouw aan de voet van de Punchbowl Crater. Later werd het Neal S. Blaisdell Center de thuisbasis. Het orkest kende roerige tijden. Het werd aanmerkelijk uitgedund als gevolg van de Eerste Wereldoorlog. Men vond in de Noor Alf Hurum de man die het orkest weer op poten zette. Hurum was getrouwd met de dochter van een Hawaïaanse scheepsreder. Vervolgens overleefde het de Grote Depressie in de Verenigde Staten. Het werd enige tijd stilgelegd als gevolg van de aanval op Pearl Harbor. Iedere keer rechtte het orkest de rug en krabbelde weer overeind. Aan het eind van de 20e eeuw zag men in de populaire orkestserie nog artiesten voorbij komen als James Ingram en Toni Tennille. In 2007 werd Andreas Delfs benoemd tot chef-dirigent. Uiteindelijk bleek het orkest op te grote voet te hebben geleefd en in 2010 ging het orkest failliet.   
In april 2011 werd toch het nut van een plaatselijk symfonieorkest ingezien en werd het Hawaii Symphony opgericht.